# Hawne
Hawne är en stadsdel i Halesowen, i distriktet Dudley, i grevskapet West Midlands, i England. Hawne var en civil parish från 1866 till 1974. Civil parish hade 2 219 invånare år 1951.